# Paolo Silvio Boccone
Paolo Boccone (24 de abril de 1633 - 22 de diciembre de 1704) fue un religioso, botánico y micólogo italiano.

## Biografía
Era palermitano de familia noble, se dedicará al final de su juventud, al estudio de la Historia natural, frecuentando el Jardín botánico de Messina fundado por Pietro Castelli.
Cumple con numerosos viajes de estudio a Sicilia, Italia y a Europa, y luego se establece en Padua donde será profesor de Botánica.
En 1671 publica, en París, la obra Recherches et Observations naturelles donde trata diversos argumentos naturalistas, de la Medicina y de la Toxicología.
Deviene botánico de la corte del Gran Duque de Toscana Fernando II de Médici (1610-1670), contribuyendo a la investigación en el Jardín de los Simples de Florencia (Giardino dei Semplici de Florencia).
En 1682, con casi 50 años de edad, ingresa a la Orden del Císter adoptando el nombre de Silvio.
Apreciado en la comunidad científica, realiza reportes de intercambio y colaboraciones con muchos botánicos europeos. Entre ellos: el francés Plumier (1646-1704) y el siciliano Cupani (1657-1710).

## Honores

### Eponimia
Género vegetal
- Linneo le dedica el género Bocconia de la familia de Papaveraceae.

especies vegetales
- (Asteraceae) Chiliadenus bocconei Brullo 1979[1]
- (Apiaceae) Eryngium bocconei
- Heliotropium bocconei
- Helleborus bocconei
- (Asteraceae) Jasonia bocconei (Brullo) M.Pardo & R.Morales[2]
- Jurinea bocconei
- Limonium bocconei
- Odontites bocconei (Guss.) Walp. 1844
- Seseli bocconi Guss. 1821
- Spergularia bocconi (Scheele) Graebn. 1919
- (Fabaceae) Trifolium bocconei Savi[3]

## Algunas publicaciones

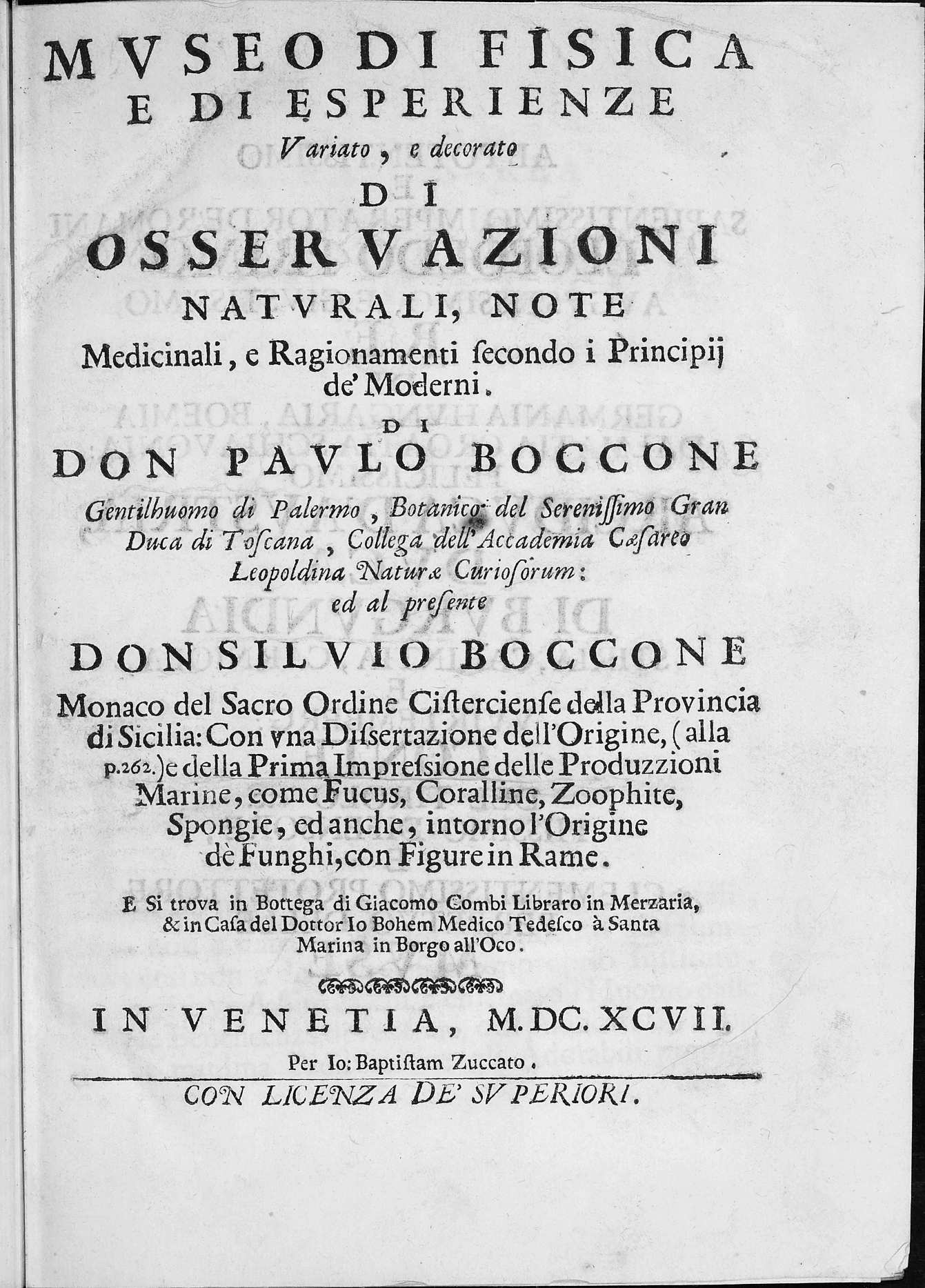
Museo di fisica e di esperienze, 1697

- Recherches & observations touchant le corail, la pierre étoilée, les pierres de figure de coquilles, etc. Ámsterdam, 1674
- Recherches et observations naturelles. Amsterdam : Chez Jean Jansson, 1674
- Icones et descriptiones rariorum plantarum Siciliae, Melitae, Galliae et Italiae... auctore Paulo Boccone... (Ed. R. Morison.), Oxford, e theatro Sheldoniano, 1674. In-4 ? , XVI-96 p., fig.
- Icones et descriptiones rariorum plantarum Siciliae, Melitae, Galliae et Italiae... auctore Paulo Boccone,...cum praefatione Roberti Mossiockii, Lugduni, apud Robertum Scott, 1674
- Novitiato ala segreteria del signore Paolo Boccone, gentiluomo di Palermo, lettura grata non meno a principi che a loro segretari, per mostrare con facilità e brevità l'arte d'un accorto secretario, Genuae, apud haeredes Calenziani, sd. In-12°
- Osservazioni naturali, ove si contengono materie medico-fisiche, e di botanica, produzioni naturali fossofori diversi, fuochi sotterranei d'Itali e altre curiosità, disposte en trattati familiari, Bononiae, apud Monolessos, 1684. In-12°.
- Lettre de Monsieur Boccone,... écrite à Mr. l'Abbé Bourdelot,... touchant l'embrasement du mont Etna, S. l. n. d. In-12, p. 67-78, carte
- Museo di fisica e di esperienze variato e decorato di osservazioni naturali, note medicinali..., Venecia : J. B. Zuccato, 1697. In-4 ?, VIII-319 p., pl. & portr.
- Della pietra Belzuar minerale siciliana lettera familiare, Monteleoni, apud Dominicum Ferrum, 1669
- Museo di piante rare della Sicilia, Malta, Córcega, Italia, Piemonte e Germania con figure 133 in rame, Venetiis, apud Ioannem Baptistam Zuccarum, 1697
- Epistola botanica
- Recherches et observations naturelles touchant le corail, pierre étoilée, embrasement du mont Etna, Parisiis, apud Baloin ad Palatum, 1672
- Museum experimentale-physicum, complectens observationes eruditis et curiosis, Francofurti, apud Michaelem Rohrbach, 1697. In-12°.

- La abreviatura «Boccone» se emplea para indicar a Paolo Silvio Boccone como autoridad en la descripción y clasificación científica de los vegetales.[4]